# General Electric GE36
O General Electric GE36 foi um motor aeronáutico experimental, sendo um híbrido entre um turbofan e um turboélice, conhecido como Unducted Fan (UDF) ou propfan. O GE36 foi desenvolvido pela General Electric Aircraft Engines.

## Projeto e desenvolvimento
Um turbofan militar General Electric F404 foi usado como base para o GE36. Os gases mistos da exaustão do F404 passavam por uma turbina que giravam duas hélices (dois fans) contra-rotativas de 10 e 8 pás cada (inicialmente 8 e 8). O formato da hélice era similar ao de uma cimitarra, o que permitia que operassem em velocidades de até Mach .75, cerca de 920 km/h ao nível do mar. A turbina possuía sete estágios (inicialmente de seis estágios). Os quatorze rotores da turbina giravam alternadamente em direções opostas. Cada estágio tinha um par de rotores (não haviam estatores). A turbina contra-rotativa girava a cerca de metade da rotação por minuto de uma turbina convencional, não sendo então necessária uma caixa de redução para girar os fans.
Apesar do motor ter demonstrado um consumo específico de combustível muito baixo, os níveis de ruído na cabine eram um problema, apesar dos motores terem sido montados na parte de trás da fuselagem. Entretanto, o ruído não era considerado um problema intransponível. A queda deste motor foi as condições econômicas da época (principalmente a grande queda no preço do petróleo) após o embargo da OPEP; e por final pela percepção do público dos fans externos parecerem muito com os aviões a hélice "antigos e lentos". Apesar destes motores nunca terem passado a fase de testes e de protótipo, a tecnologia permanece em uso em motores atuais (General Electric GE90 e General Electric GEnx) que motorizam o Boeing 747, Boeing 777, e o Boeing 787.